# جینسنگ آسیایی
جینسنگ آسیایی یا جینسنگ چینی (نام علمی: Panax ginseng) یکی از گونه‌های یازده گانهٔ سردهٔ جینسنگ است.